# Cassida sanguinolenta
Cassida sanguinolenta är en skalbaggsart som beskrevs av Müller 1776. Cassida sanguinolenta ingår i släktet Cassida, och familjen bladbaggar. Arten är reproducerande i Sverige.